# 蔡定一
蔡定一﹙1922年4月18日—2012年8月26日﹚，上海金山人，中华人民共和国水利专家、教授、高级工程师。

## 生平
1945年毕业于交通大学土木系。曾任资源委员会全国水力发电工程总处工务员、助理工程师。1949年后，历任燃料工业部水电局设计院水工组组长，东北水电勘测设计院副总工程师，水利部规划设计管理局总工程师，中国水力发电工程学会第一届理事会理事。